# Nikolaus I. Steinkelner
Nikolaus I. Steinkelner war Abt des Klosters Waldsassen von 1357 bis 1360
Nikolaus I. Steinkelner wirkte nach Kaspar Brusch abweichend von 1358 bis 1361. Er stammte aus Eger, wurde in Waldsassen erzogen und nach Sedletz entsandt. Heinrich I. Rulb rief ihn als seinen Nachfolger nach Waldsassen zurück. In seiner kurzen Amtszeit hat er die wirtschaftliche Situation des Klosters weiter gebessert.